# 콜레베키오
콜레베키오(이탈리아어: Collevecchio)는 이탈리아 라치오주 리에티도에 위치한 코무네다. 리에티와 로마로부터 북쪽 45km, 70km 거리에 있다.